# Пустынная славка-завирушка
Пустынная славка-завирушка (лат. Curruca curruca minula) — подвид птиц из семейства славковых. Обитают на пахотных землях, жарких и умеренных пустынях и умеренных полях; на высоте до 2800 метров над уровнем моря. Длина тела птиц около 12 см, вес — 8—13 грамм. Песня: щебетание «че-че-че-че-че».